# Turdoides melanops
El turdoide enmascarado (Turdoides melanops) es una especie de ave paseriforme de la familia Leiothrichidae propia del África austral. Anteriormente se consideraba conespecífico del turdoide de Sharpe (T. sharpei).

## Distribución y hábitat
Se encuentra en el sur de África, distribuido por el noroeste de Botsuana, el norte de Namibia y Angola. Al igual que otros turdoides, se encuentra en el suelo o cerca de él, cerca de vegetación arbustiva densa, incluso en las zonas cultivadas.

## Descripción
La especie mide aproximadamente 21 a 25 cm (8 a 10 pulgadas) de longitud. Las mayoría de estas aves son de color marrón grisáceo con manchas de color blanco, con variantes locales e individuales, sobre todo ventralmente. La combinación de ojos amarillos o blancos pálidos y bridas negras (las áreas entre el ojo y el pico) separa esta especie de otros turdoides similares, aunque todos los turdoides jóvenes tienen ojos marrones.
El canto es descrito como un «wha-wha-wha» nasal y un áspero y rápido «papapapa».

## Comportamiento
Se alimentan en la hojarasca y son mucho más huidizos que los otros tudoides.